# Fronreitener See
Der Fronreitener See ist ein künstlicher Weiher in der Gemeinde Steingaden, Gemarkung Fronreiten.
Er befindet sich nördlich, unterhalb der Trauchberge und wird vom Angerbach gespeist. An seinem nördlichen Ende befindet sich der Auslass, nun unter dem Namen Kreistenbach.

## Galerie

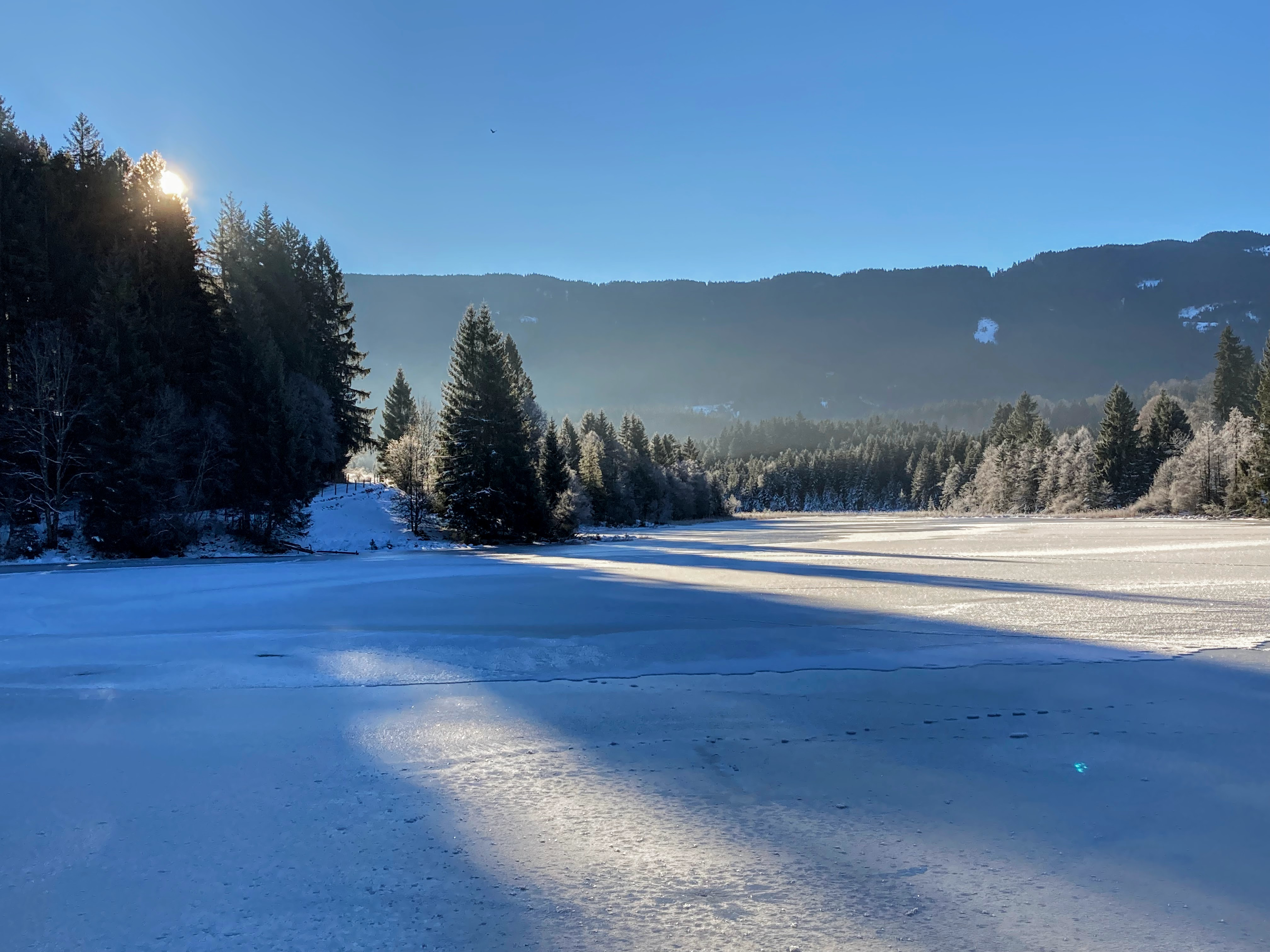
Fronreitener See von dessen Nordseite im Winter